# 1666
1666. је била проста година.

## Догађаји
- Буна Стефана Осмокруховића (1666)

### Јун
- 1–4. јун — Четвородневна битка

### Август
- 4. август — Друга битка код Норт Форленда

### Септембар
- 2. септембар — У пожару који је четири дана харао Лондоном, ватрена стихија је готово уништила град.

## Смрти

### Јануар
- 20. јануар — Ана Аустријска, француска краљица (* 1601)